# 非欧洲人团结运动
非欧洲人团结运动（英語：Non-European Unity Movement，缩写为NEUM）是南非历史上的一个托洛茨基主义组织，成立于1943年。它最初是一个与南非工人党（南非的第一个全国性托洛茨基主义组织）有联系的广泛抗议阵线。该组织提出了十点激进改革计划。该组织强调非种族主义，拒绝以种族为基础的组织形式（以及种族这一概念本身），这与当时的主要民族主义团体不同。该组织对南非共产党和非洲人国民大会进行了强烈批评，并坚持不与种族隔离政权及其盟友合作的原则。
该组织在开普省（包括庞多兰）获得了相当大的影响力，并在1950年—1961年的庞多兰农民起义中发挥了一定作用；但在1957年，该组织发生分裂。以艾萨克·班加尼·塔巴塔为中心的派别于1961年另立南非非洲人民民主联盟（APUDUSAN），并在1964年流亡时创建南非团结运动，并进行武装斗争。南非团结运动派系的影响力超出了其成员范围：例如，著名马克思主义者内维尔·亚历山大在1961年帮助创建游击战俱乐部，并在1962年创建民族解放阵线，都有非欧洲人团结运动/南非非洲人民民主联盟背景。直到1970年代，南非团结运动派系可以说是南非最大的托洛茨基主义派系。
该组织及其相关团体在1960年代都遭到南非种族隔离政权的严重打击，有些人最后被关押在罗本岛。然而，这一派系得以幸存，既以南非非洲人民民主联盟的形式存在，也通过1985年成立的“新团结运动”继续运作。目前，南非非洲人民民主联盟仍然活跃，并出版《APUDUSAN通讯》，继承了1980年代的《APDUSA观点》和1960年代的《团结》的传统。